# مايكل سالازار
مايكل سالازار (بالإنجليزية: Michael Salazar) (15 نوفمبر 1992 نيويورك إسبانيا - ) هو لاعب كرة قدم أمريكي يلعب كمهاجم.

## روابط خارجية
- مايكل سالازار على موقع الدوري الأمريكي (الإنجليزية)
- مايكل سالازار على موقع قاعدة بيانات كرة القدم.إي يو (الإنجليزية)
- مايكل سالازار على موقع ناشيونال فوتبول تيمز (الإنجليزية)
- مايكل سالازار على موقع Soccerway.com (الإنجليزية)
- مايكل سالازار على موقع عالم كرة القدم.نت (الإنجليزية)
- مايكل سالازار على موقع AS.com (الإسبانية)